# Conall mac Comgaill
Conall mac Comgaill va ser rei dels escots de Dál Riata del 560 al 574.

## Biografia
Era fill de Comgall mac Domangairt. Va succeir com a rei dels escots a Gabrán mac Domangairt, el seu difunt oncle. El Duan Albanach li concedeix un regnat de 15 anys "sense interrupció". Els Annals d'Ulster i els Annals dels quatre mestres indiquen que amb el seu parent, "Colman Becc mac Diarmaid mac Fergus Cerbaill", va organitzar el 568 una expedició de saqueig que "va aportar molt de botí" al sud de les Hèbrides per tal de consolidar la seva autoritat sobre les illes de Seil i Islay.
Conall és més conegut, però, pels analistes irlandesos (que anoten la seva mort el "16è any del seu regnat" el 574) com el rei que va concedir a Sant Columba l'illa d'Iona per establir-s'hi. Aquesta segona pretensió d'investidura després de la de Brude mac Maelchon, el rei dels pictes, s'explica per la situació geogràfica de l'illa al límit dels territoris escots i pictes i per una concessió de Conall confirmada per Brude mac Maelchon actuant com una mena de rei superior (és a dir, Ard ri).
La seva successió com a rei de Dal Riata sembla haver estat disputada entre el seu fill Dunchad mac Conaill i el seu nebot Aedan mac Gabráin perquè l'any següent els analistes van plantejar la batalla de Delogon a Cind Tire (Kintyre) en la qual Dunchad i molts homes del fill de Gabran.

## Descendència
Els Annals d'Ulster i els Annals de Tigernach esmenten només un fill de Conall:
- Dunchad mac Conaill maic Comgaill mort l'any 576 en una baralla a Kintyre contra el Cénel Gabrain.[4][5]

El Senchus Fer n-Albán, per la seva banda, li atorgaset fills tot i que només n'anomena sis:
- Loingsech, pare d'Eochaid i avi de Finnguine Fota (assassinat el 690),[6] ell mateix avi patern dels reis dels pictes: Brude mac Der-Ilei i Nechtan.[7]

- Neshtan

- Artan

- Tuatan

- Tutio

- Corpri

Els historiadors contemporanis identifiquen a Connad Cerr com al fill sense nom: